# السكة الحديدية الساحلية
السكة الحديدية الساحلية (بالعبرية: מְסִלַּת הַחוֹף مِسِيلَاتْ هَاخُوفْ) هي خط سكة حديد رئيسي في إسرائيل، يبدأ شمالًا من جنوب الحدود اللبنانية على ساحل البحر الأبيض المتوسط قرب نهاريا، ويمتد جنوبًا على طول ساحل البحر المتوسط شمال قطاع غزة.

## تاريخ

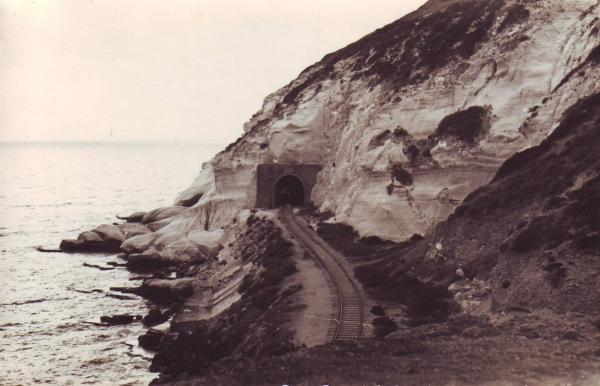
الوصلة السابقة بلُبنان عبر أنفاق السكك الحديدية في كهوف رأس الناقورة.

بُني الجزء الشمالي من الخط الساحلي الممتد من عكا إلى تقاطع ريمز (الواقع جنوب محطة قطار قيسارية-برديس حنا اليوم) في عهد الانتداب البريطاني خلال عشرينيات القرن الماضي وكانت تديره خطوط السكك الحديدية الفلسطينية. بين عامي 1941 و 1942 قام مهندسو جيشي جنوب أفريقيا ونيوزيلندا بمد الخط شمالًا إلى بيروت وطرابلس عبر أنفاق السكك الحديدية في كهوف رأس الناقورة التي تم إغلاقها عقب حرب 1948.
في بداية الخمسينيات من القرن الماضي أنشأت شركة قطار إسرائيل الجزء الجنوبي من الخط الساحلي الذي امتد من تقاطع ريمز حتى تل أبيب، وافتتح هذا الخط في مايو 1953، وافتتحت محطة قطار تل أبيب المركزية في نوفمبر 1954. وبهذا أصبحت السكة الحديدية الساحلية الخط الرئيسي الذي يربط بين شمال ووسط إسرائيل، حيث ربطت محطتي القطار تل أبيب وحيفا المركزيتين ليختصر الوقت بين المدينتين بشكل كبير. يمتد من تقاطع ريمز جزءًا شرقيًا أيضًا يمتد إلى محطة قطار الخضيرة الشرقية ومنها إلى محطة قطار اللد في وسط إسرائيل يُعرف هذا الجزء بالسكة الحديدية الشرقية التي شُيدت في العهد العثماني وتم التخلي عن جزء منها في عام 1969.
طرأت تحسينات طفيفة على الخط حتى عام 1988 حيث بدأ العمل بتمديد خط سكة الحديد جنوبًا على طول طريق أيالون السريع انطلاقًا من محطة تل أبيب المركزية. عُرف هذا المقطع باسم «سكة حديد أيالون» وافتتح في عام 1993 ويمر في قلب تل أبيب بطول حوالي 5 كم. سرعان ما أصبحت سكة حديد أيالون الأكثر ازدحامًا في إسرائيل، وكانت أول سكة حديد في إسرائيل تتكون من مسارين منذ إنشائها، الأمر الذي سمح بمرور 8 قطارات في الساعة بكل اتجاه، ولم يكن ذلك كافيًا. بحلول 2 نوفمبر 2006 وُسع خط سكة حديد أيالون بأكمله ليصبح بثلاثة مسارات، فزادت حركة القطارات ووصل عددها إلى 14 قطارًا في الساعة بكل اتجاه. تمت الموافقة مؤخرًا على مشروع إضافة مسار رابع للخط على حساب المجرى المائي لوادي المصرارة (نهر أيالون) مع بناء خزانات مُخصصة لجمع مياه الأمطار الزائدة.
يُعتبر افتتاح سكة حديد أيالون وتمديد خط سكة حديد الساحل وربطها مع خط سكك حديد يافا-القدس حقبة جديدة من تطوير السكك الحديدية في البلاد، حيث سمحت للقطارات القادمة من الشمال بالوصول إلى جنوب البلاد عبر أكبر مدينة في البلاد وليس حولها. مع افتتاح سكة حديد أيالون بُنيت محطتين إضافيتين هُما تل أبيب-هشالوم وافتتحت في مارس 1996، وتل أبيب-ههغاناه افتتحت في 22 يونيو 2002. أثناء بناء طريق أيالون السريع، تم وضع ترتيبات لمحطة ثالثة بين هاتين المحطتين على جسر يتسحاق سديه، لكن لم يتم بناؤها.
على مر السنين بُنيت محطات إضافية على طول الخط، مثل الخضيرة الغربية (1957)، حيفا حوف هكرمل (1999)، جامعة تل أبيب (2000)، قيسارية-برديس حنا (يونيو 2001)، ليڤ همفراتس (سبتمبر 2001)، وحوتسوت همفراتس (أكتوبر 2001).
شُيد في أوائل العقد الأول من القرن الحادي والعشرين قسم جديد تضمن ست محطات جديدة على طول طريق أيالون السريع (جنوب) والطريق السريع 4 حيث ربط هذا القسم سكة الحديد الساحلية مع محطة قطار أشدود - عد هلوم على سكة حديد اللد - أشكلون.

## خدمات
يخدم الخط النقل بين المدن والضواحي. تعمل خدمة بين المدن من نهاريا وحيفا إلى تل أبيب، وتعمل خدمة الضواحي في كل من منطقتي تل أبيب وحيفا. يخدم الخط أيضًا قطارات الشحن.
يُعتبر هذا الخط الأكثر ازدحامًا في شبكة السكك الحديدية الإسرائيلية، وأكثر مقطع مُزدحم فيه ذلك المُتاخم لطريق أيالون السريع.

## خطط

### كهربة
هناك خطط لكهربة الخط بأكمله باستخدام نظام تيار متردد 25 كيلو فولت 50 هرتز، على الرغم من أن بلدية حيفا ما زالت مستمرة في معارضة الخطط لأسباب جمالية وأسباب تتعلق بالوصول العام لأن سكة الحديد تقع بالقرب من الساحل داخل حدودها. بدأ العمل على كهربة قسم أيالون بين ههغاناه وهرتسليا -أكثر أقسام السكك الحديدية ازدحامًا في إسرائيل- وبدأ تشغيله في محطة ههغاناه في خريف 2019 ووصل إلى محطة هرتسليا في سبتمبر 2020.

### توسيع
لأن الخط هو الأكثر ازدحامًا في إسرائيل، هناك خطط لتوسيعه إلى أربعة مسارات على مراحل بين تل أبيب-ههغاناه وحيفا. يتكون القسم بين محطتي تل أبيب المركزية وجامعة تل أبيب بالفعل من أربعة مسارات، بينما تم الانتهاء من توسيع القسم من الجامعة إلى هرتسليا إلى أربعة مسارات في عام 2020.

### خطط أخرى
توجد خطة لإعادة بناء الخط الشرقي القديم ليكون بمثابة خط سكة حديد مُساند للخط الساحلي جنوب تقاطع ريمز، وفي أوقات أخرى لخدمة قطارات الشحن بشكل أساسي مع بعض خدمات الركاب المحدودة.